# Jungsturm (Band)
Jungsturm war eine Rechtsrock-Band aus dem Saarland. Sie stand dem internationalen Hammerskin-Netzwerk nahe.

## Bandgeschichte
Laut eigenen Angaben existierte die Band seit 1996. Jungsturm veröffentlichte 2001 ihr erstes Album Wir bleiben deutsch im Eigenvertrieb. 2003 folgte die CD Lieder unserer Jugend, die ausschließlich Coverversionen, unter anderem von Sturmwehr, Saccara, Freikorps und Oithanasie enthielt. Das 2008er Album Bis der Schatten ist verbannt erschien über Gjallhorn Klangschmiede, ein Rechtsrock-Label aus Ludwigshafen am Rhein.
2011 spielte die Band in Rohrbach-lès-Bitche auf einem Festival vor 2.500 Rechtsextremisten. Weitere Auftritte fanden in Rheinmünster-Söllingen und in Jamel statt.
Die Band hat sich eigenen Angaben zufolge 2014 auf Grund von persönlichen Differenzen aufgelöst. 2017 erschien eine Kompilation namens Das Vermächtnis über das Label Front Records, die das komplette Material umfasste.

## Bekanntheit
Jungsturm galten als Mitglieder des rechtsextremen Hammerskin-Netzwerkes. Der Proberaum der Band in St. Ingbert diente mehrere Jahre als Auftrittsort rechtsextremer Bands. Die Band ist europaweit bekannt.

## Diskografie
- Wir bleiben deutsch (2003)
- Lieder unserer Jugend (2006) indiziert
- Bis der Schatten ist verbannt (2008)
- Kameraden (2014)
- Das Vermächtnis 1996–2017 (2017)